# Claire Keegan

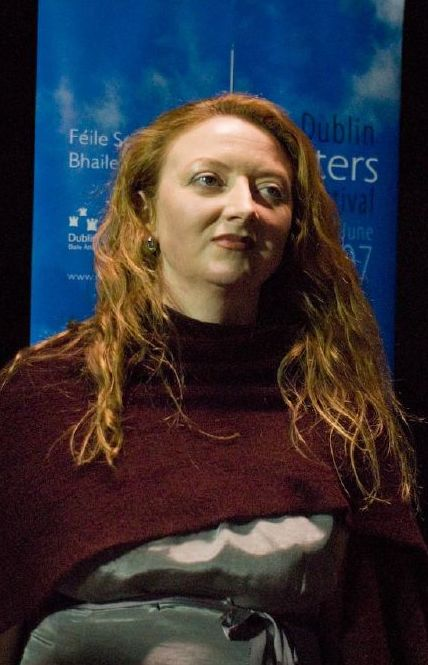
Claire Keegan (2007)

Claire Keegan (* 1968 in der Grafschaft Wicklow) ist eine irische Schriftstellerin. Sie wurde zuerst durch ihre Kurzgeschichten bekannt.

## Leben
Keegan wurde 1968 als jüngstes Kind einer katholischen Familie im ostirischen County Wicklow geboren, wo sie auf einem Bauernhof aufwuchs. Nach einem Studium der Politikwissenschaft an der Loyola University of New Orleans erwarb sie 1992 einen Masterabschluss an der University of Wales, Cardiff, in kreativem Schreiben sowie am Trinity College Dublin einen M.Phil.
Keegan ist Mitglied bei Aosdána.

## Werk
Bekannt wurde Keegan 1999 mit Antarctica, einer Sammlung von Kurzgeschichten, für die sie 2000 mit dem Rooney Prize for Irish Literature ausgezeichnet wurde. 2007 folgte mit Walk the Blue Fields eine weitere Sammlung von Kurzgeschichten. Für ihre Erzählung Foster (2009) erhielt sie den renommierten Davy Byrnes Irish Writing Award. Die Geschichte erschien 2010 im US-amerikanischen Magazin New Yorker und wurde zur besten Erzählung des Jahres gekürt. Ihr Roman Small Things Like These wurde 2022 mit dem Kerry Group Irish Fiction Award und mit dem Orwell Prize for Political Fiction ausgezeichnet und erreichte im selben Jahr die Shortlist des Booker Prize. Ihr Roman So Late in the Day erreichte 2023 die Shortlists der Irish Book Awards in der Kategorie „Novel of the Year“; ausgezeichnet mit einem Irish Book Award 2023 wurde jedoch nicht dieser Roman, sondern Keegan persönlich als „Library Association of Ireland Author of the Year“. Im Jahr 2024 wurde Keegan der Siegfried Lenz Preis verliehen.

## Publikationen
Deutsche Ausgaben
- Wo das Wasser am tiefsten ist (Originaltitel: Antarctica). Aus dem Englischen von Inge Leipold und Hans-Christian Oeser. Steidl Verlag, Göttingen 2004, ISBN 3-88243-982-3.
- Durch die blauen Felder (Originaltitel: Walk the Blue Fields). Aus dem Englischen von Hans-Christian Oeser. Steidl Verlag, Göttingen 2008. ISBN 978-3-86521-664-9.
- Das dritte Licht (Originaltitel: Foster). Aus dem Englischen von Hans-Christian Oeser. Steidl Verlag, Göttingen 2013; überarb. Neuausgabe ebenda 2023, ISBN 978-3-96999-199-2.[10]
- Liebe im hohen Gras – Gesammelte Erzählungen. Aus dem Englischen von Hans-Christian Oeser. Steidl Verlag, Göttingen 2017, ISBN 978-3-95829-373-1.
- Kleine Dinge wie diese (Originaltitel: Small Things Like These). Aus dem Englischen von Hans-Christian Oeser. Steidl Verlag, Göttingen 2022, ISBN 978-3-96999-065-0.[11]
- Reichlich spät (Originaltitel: So Late in the Day). Aus dem Englischen von Hans-Christian Oeser. Steidl Verlag, Göttingen 2024, ISBN 978-3-96999-325-5.

## Verfilmungen
- 2022: Foster als An Cailín Ciúin, Deutscher Kinotitel: Das Stille Mädchen; Regie: Colm Bairéad
- 2024: Small Things Like These; Regie: Tim Mielants[12]